# Metropolia Grenady
Metropolia Grenady – metropolia Kościoła rzymskokatolickiego w Hiszpanii. Składa się z metropolitalnej archidiecezji Grenady i pięciu diecezji. Została ustanowiona 10 grudnia 1492. Od 2003 godność metropolity sprawuje abp Francisco Javier Martínez Fernández.
W skład metropolii wchodzą:
- archidiecezja Grenady,
- diecezja Almerii,
- diecezja Kartageny,
- diecezja Guadix,
- diecezja Jaén,
- diecezja Malagi.